# Соната за флейта, виола и арфа
„Соната за флейта, виола и арфа“ (на френски: Sonate pour flûte, alto et harpe) е соната от Клод Дебюси, написана през септември–октомври 1915 година, шест години след като композиторът е диагностициран с рак и по-малко от три години преди да почине.
Тя е втората от общо трите композирани творби в планирания от Дебюси цикъл „Шест сонати за различни инструменти“ (Six sonates pour divers instruments), който той така и не успява да довърши преди смъртта си, през 1918 година. Започнатият през 1914 година цикъл от сонати е отговорът на Дебюси на националистическото чувство, което обзема френския народ по време на Световната война, и израз на желанието му да почете имената на френските композитори от осемнадесети век като Франсоа Куперен, Жан-Мари Льоклер и Жан-Филип Рамо в контрапункт на утвърдените и във Франция германски композитори. В патриотичното си чувство, Дебюси дори съзнателно нарушава каноните на утвърдената от немската музикална традиция сонатна форма и нарича творбите си сонати въпреки различната им структура.
Първото изпълнение на сонатата е на частно събиране в дома на издателя на Дебюси, Жак Дюран, на 10 декември 1916 година. Смята се, че първото публично изпълнение на творбата е на благотворителен концерт в подкрепа на френските музиканти през март 1917 година. Според изследователя Кенет Томпсън е възможно първото публично изпълнение да е и отпреди това на 10 декември на концерт на Лондонския струнен квартет в Лондон.
Оригинално, Дебюси е замислял музиката на сонатата за флейта, обой и арфа, но заменя обоя с виола заради по-доброто съчетание на виолата с флейтата. Новата комбинация дава на творбата „характера на изпълнена с тъга нежност, подчертаваща смътното усещане за отчаяние, което е характерно за тази соната“. И докато комбинацията от флейта и арфа е използвана от Дебюси за други негови творби, най-известните от които са „Следобедът на един фавн“ (1892 – 1894), трите „Ноктюрна“ (1893 – 1899), „Морето“ (1903 – 1905) и „Образи“ (1906 – 1910), то съчетанието с виола за първи път се появява тук в творчеството на Дебюси. Впоследствие и други композитори следват примера на Дебюси и композират творби за това трио от инструменти.
Сонатата е от три части:
1. Pastorale. Lento, dolce rubato
2. Interlude: Tempo di Minuetto
3. Finale. Allegro moderato ma risoluto

Въпреки че всяка от частите е по-дълга от предходната по брой тактове (83, 116 и 120, съответно) заради забързващото се темпо, продължителността им по време намалява.